# Barrocal Algarvio
Il barrocal algarvio o cão do barrocal algarvio è un cane tipo podenco originario del Portogallo della regione meridionale dell'Algarve, soprattutto nella subregione del Barrocal. La razza tipicamente possiede un pelo liscio e fitto, di media lunghezza, senza sottopelo con frange sulla coda e sulle zampe.

## Storia
È una razza antica ben adattata ai suoli aridi e sassosi dell'Algarve, dove viene usata per la caccia al coniglio selvatico. 
Si ritiene che l'origine di questa razza abbia inizio nell'Antico Egitto con il cane di razza tesem; infatti, l'aspetto ricorda leggermente uno sciacallo o l'immagine del dio egizio Anubi. Inoltre, è noto che i cani tipo podenco sono stati portati e diffusi lungo le coste del Mediterraneo dai Fenici. 
I Fenici, infatti, erano i commercianti dominanti nel Mar Mediterraneo da duemila a tremila anni fa e si espansero dalla loro patria nel Levante per stabilire colonie e stazioni commerciali in tutto il Mediterraneo, portando con sé l'originario cane dei podenco.
Nella regione dell'Algarve è stato sviluppato, partendo dal tipo originario, nel tempo dagli abitanti locali, che hanno incrociato i cani tipo podenco con altri cani, tra i quali è nota la presenza del podengo portoghese e del Border Collie.
La razza negli anni 60 era a rischio di estinzione, ma partendo da circa 30 cani, l'Associazione Barrocal Algarvio Dog Breeders (ACCBA) negli anni è riuscita a salvaguardare la razza portando nel 2016 ad ottenere il riconoscimento ufficiale come 11ª razza portoghese.
Questa razza di cane portoghese non è riconosciuta dalla FCI.

## Caratteristiche
È alto al garrese per i maschi 48-58 cm per le femmine 45-55 cm. Pesa per i maschi 20-25 kg e 15-20 kg per le femmine. è un cane vocato alla caccia del coniglio, resistente, veloce e agile; facile da addestrare e facile da condurre, molto attivo e intelligente.
I colori del manto sono: fulvo, giallo, bruno, nero e grigio. Tutti questi colori possono avere diverse sfumature e il mantello può essere unicolore, maculato o maculato bianco con uno qualsiasi dei colori menzionati. Sono ammessi cappotti tricolori. 
Il pelo è più lungo sulla coda, ha una coda a forma di falce ed ha lunghe frange intorno alle zampe.
Mostra una somiglianza con il cane xarnego valenciano della Comunità Valenciana in Spagna.